# جيفري هنتر
جيفري هنتر (بالإنجليزية: Jeffrey Hunter)‏ (و. 1926 – 1969 م) هو ممثل، ومنتج أفلام، وممثل تلفزيوني، من الولايات المتحدة الأمريكية، ولد في نيو أورلينز، لويزيانا، توفي في لوس أنجلوس، عن عمر يناهز 43 عاماً بسبب نوبة قلبية.

## التعليم
تعلم في Whitefish Bay High School ‏، وجامعة نورث وسترن، وجامعة كاليفورنيا، لوس أنجلوس.

## الخدمة العسكرية
خدم في بحرية الولايات المتحدة.

## وصلات خارجية
- جيفري هنتر على موقع IMDb (الإنجليزية)
- جيفري هنتر على موقع روتن توميتوز (الإنجليزية)
- جيفري هنتر على موقع ألو سيني (الفرنسية)
- جيفري هنتر على موقع ميوزك برينز (الإنجليزية)
- جيفري هنتر على موقع أول موفي (الإنجليزية)
- جيفري هنتر على موقع قاعدة بيانات برودواي على الإنترنت (الإنجليزية)
- جيفري هنتر على موقع قاعدة بيانات الأفلام السويدية (السويدية)
- جيفري هنتر على موقع إن إن دي بي (الإنجليزية)
- جيفري هنتر على موقع ديسكوغز (الإنجليزية)
- جيفري هنتر على موقع قاعدة بيانات الفيلم (الإنجليزية)